# Louis Antoine de Cambray-Digny
Pour les articles homonymes, voir Cambray (homonymie) et Digny (homonymie).

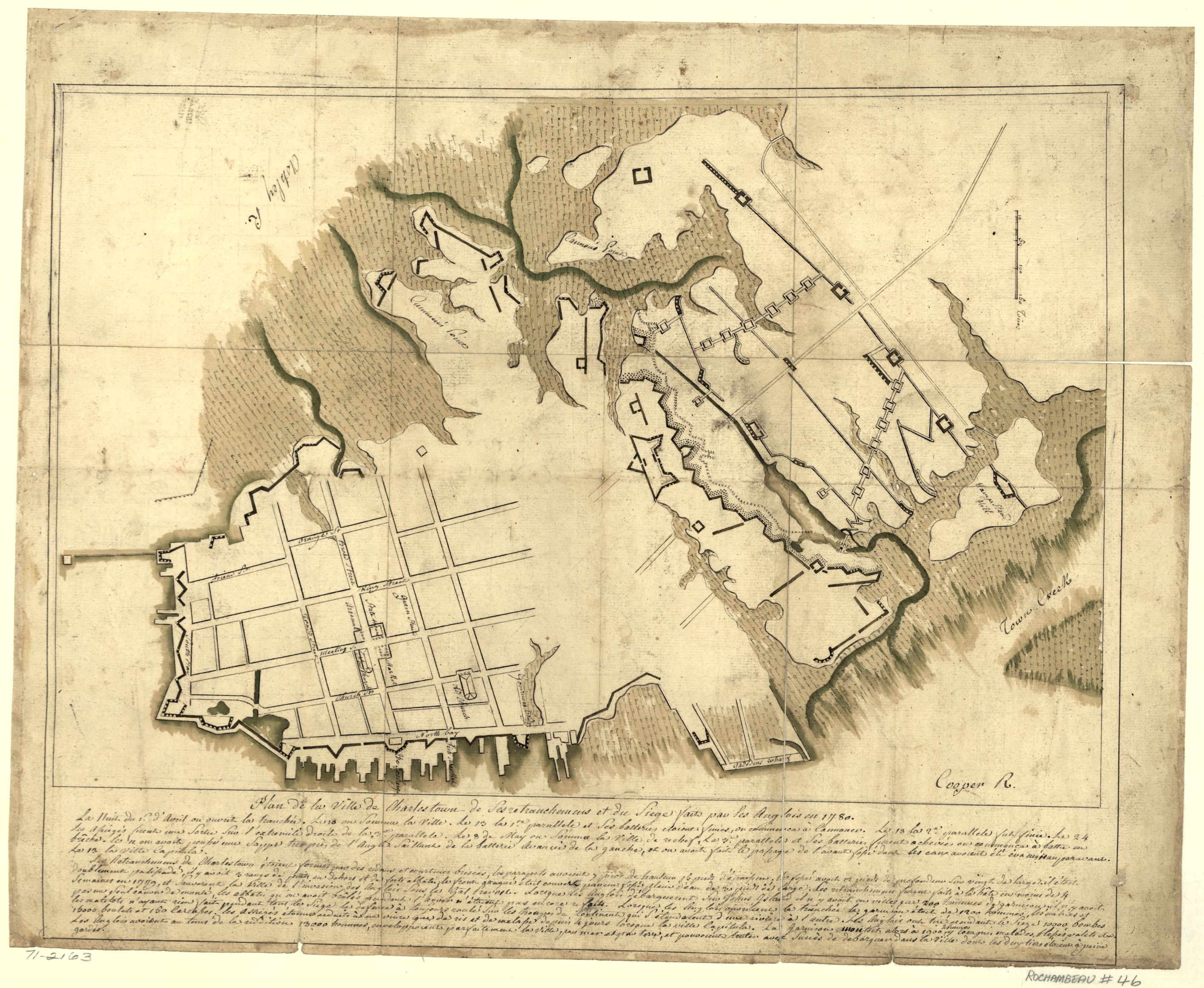
Carte de Charleston par le colonel de Cambray Bibliothèque du Congrès

Louis Antoine Jean Baptiste de Cambray-Digny (Florence, 7 juin 1751 - Villers-aux-Érables, 28 février 1822) est un ingénieur militaire français.

## Biographie
Il naquit le 7 juin 1751 à Florence en Italie de parents Français. Il est fort probable qu’il était le fils de Louis Guillaume de Cambray de Digny.
Il était l’oncle de l’architecte italien Luigi de Cambray Digny (Florence, 1778-1843).
Sa jeunesse n’est pas connue jusqu’à ce qu’il intègre l’artillerie française en 1770. Il était alors âgé de 19 ans. Il en fut déchargé en 1774, faute de poste vacant. Il avait alors le grade d'officier d'artillerie. Son âge et l'obtention de son grade conduisent à supposer qu'il a étudié dans une école militaire.

## Participation à laguerre d'indépendance des États-Unis

### Année 1777 et début 1778, démarches et départ
Le 10 septembre 1777, Benjamin Franklin écrivit une courte lettre en son nom à George Washington. À une date postérieure, il l’invita à dîner. Franklin accomplissant une mission officieuse d'ambassadeur des États-Unis en France avait débarqué à Auray, le 4 décembre 1776, d’où il gagna Paris, en passant par Nantes. Entre 1777 et 1785, Franklin logeait  à l'hôtel de Valentinois à Passy.
Au début de l’année 1778, Louis Antoine manifesta son intention de rejoindre les colons révoltés des Colonies américaines. George Washington lui adressa un courrier pour lui indiquer la procédure à suivre le 4 avril 1778. Louis XVI l'autorisa à servir les États-Unis. Sa candidature ayant été admise par le Second Congrès continental, il traversa l’atlantique abord du navire Ferdinand commandé par Denis Nicolas Cottineau de Kerlogen. 

### Arrivée en Amérique et premiers évènements
Le navire arriva le 24 février 1778 à Cape Lookout en Caroline du Nord. À la demande du commandant du navire, il mit immédiatement en place une batterie terrestre de protection du vaisseau. Quatre jours plus tard, le 27 février 1778, il envoya une lettre à George Washington pour renouveler sa demande de servir la nation américaine.
Il fut nommé lieutenant-colonel des ingénieurs dans l’armée de libération, le 13 juin 1778.

### Premiers combats, en 1778 et 1777
Il prit part à la bataille de Monmouth New Jersey le 28 juin 1778. Ce fut une bataille sans vainqueur ni vaincu.
Il fut ensuite envoyé à Charleston (Caroline du Sud), le 20 octobre 1778 puis temporairement au Fort Pitt, quartier général du brigadier général Lachlan McIntosh qui commandait le front ouest. Il y dirigea la construction du fort Mac-Intosh en Pennsylvanie comme ingénieur en chef.
Le 2 février 1779, il fut envoyé par le Second Congrès continental à Baltimore (Maryland), puis à Edenton (Caroline du Nord) où il dirigea des troupes dans la campagne du Sud. Il envoya des rapports réguliers au général Benjamin Lincoln.

### Participation au siège de Savannah et à la défense de Charleston
Il fut ensuite mandaté pour prendre part au Siège de Savannah et au Siège de Charleston, du 29 mars au 12 mai 1780.
Lors de cette bataille, il eut un rôle moteur dans l’édification de fortifications de la ville et dressa une carte de celle-ci. Cette carte comporte la description de la bataille. Un exemplaire de cette carte se trouve dans la Bibliothèque du Congrès et un autre dans les archives de la famille Corsini à Florence.
Il fut fait prisonnier, le 12 mai 1780, avec le reste de l’armée de Benjamin Lincoln et échangé le 26 novembre 1782.

### Distinctions pour ses mérites
L’Assemblée de Caroline du Sud a distingué le lieutenant-colonel de Cambray en le décorant d’une médaille pour son rôle moteur dans l’édification de fortifications pendant le siège britannique de Charleston en 1780. Cambray-Digny fait partie d’une  élite de récipiendaires de médailles de la guerre d’Indépendance, aux côtés de George Washington, John Paul Jones, Nathanaël Greene, Anthony Wayne et Daniel Morgan. Les Américains n’ont décerné que quinze médailles, dont la sienne, pendant la guerre d’Indépendance - et deux seulement à des officiers français.
Charles Willson Peale a peint un portrait de Cambray-Digny, en octobre 1782. Sur ce tableau, il porte l'uniforme des officiers militaires sur lequel est accrochée la médaille qu'il a reçue. 
Il fut nommé dans la Société des Cincinnati, qui a été créée, le 14 février 1783, dans le but de récompenser les officiers américains et ceux de la marine française qui avaient participé à la guerre de l'indépendance. Il figure dans la Liste des membres de la Société des Cincinnati de France au niveau de la section des membres ayant servi dans l'armée et la marine américaines sous commission du congrès continental.
Le 11 juin 1783, il retourna en France pour un court congé. À son retour, il fut promu colonel par brevet par le Congrès de la Confédération le 2 mai 1783 et rendu à la vie civile avec les honneurs le 11 novembre 1783.

## Fin de sa vie en France
Louis Antoine Jean Baptiste de Cambray-Digny joua un petit rôle dans les élections de 1789 et la Révolution française. Il fut nommé maire de Villers-aux-Érables, le 18 août 1800, par le premier consul Napoléon Bonaparte. Il resta maire jusqu’à son décès.
Il fut le dernier seigneur de Villers-aux-Érables en conséquence de la nuit du 4 août 1789.
Outre les terres de Villers-aux-Érables, il était également seigneur de Le Plessier-Rozainvillers, La Neuville-Sire-Bernard, Contoire Hamel Pierrepont, Quiry-le-Sec, Berny, Haigneville, Gratibus, Malpart, Marestmontiers et Démuin, terre achetée le 10 février 1789 à Anne Jean Legras, marquis du Luart, époux de Michelle Geneviève des Escotais de Chantilly.
Il s’est marié après son retour en France, le 2 novembre 1783, avec Marie Jeanne Antoinette Barbe de Riencourt (1783-1784). Un extrait de son contrat de mariage est conservé aux archives de la Somme.
Il continua à s’intéresser à la vie des États-Unis d’Amérique. On connaît de lui une lettre à Thomas Jefferson reçue par ce dernier, le 13 janvier 1786 et une autre du 8 aout 1788. Il envoya aussi une pétition, en avril 1778 à l’assemblée de Caroline du Nord concernant la construction de FortT Hancock.
Dans sa lettre à Thomas Jefferson de janvier 1786, il écrit : « je vis dans mes terres où je goûte le repos et la douceur d'une vie tranquille. »
Il est décédé à Villers-aux-Érables, sans enfants, à l’âge de 70 ans, le 28 février 1822.
Son héritier fut son neveu, Luigi de Cambray Digny qui vendit ses biens à Édouard Cadeau d'Acy.

## Sources
1. ↑  l'abbé A. Marchand, Notice sur Le Plessier-Rozainvilliers, page 38
2. ↑  « Cambray-Digny, Louis Antoine Jean Baptiste, Chevalier de | Encyclopedia.com », sur www.encyclopedia.com (consulté le 31 décembre 2020)
3. ↑  (en) « Founders Online: From Benjamin Franklin to the Chevalier de Cambray-Digny, [bef … », sur founders.archives.gov (consulté le 31 décembre 2020)
4. ↑  (en) « Founders Online: From George Washington to Cambray-Digny, 4 April 1778 », sur founders.archives.gov (consulté le 31 décembre 2020)
5. ↑  (en) « Founders Online: To George Washington from Cambray-Digny, 27 February 1778 », sur founders.archives.gov (consulté le 8 janvier 2021)
6. ↑  (en-US) « American Revolution Fort McIntosh (Pennsylvania) », sur RevWarTalk, 8 mars 2014 (consulté le 31 décembre 2020)
7. ↑  « Two Maps of CHARLESTON » by Georges W WILLIAMS Professor of English, Duke Univesity, DURHAM, N. C.
8. ↑  Alcius LEDIEU, Moreuil et ses environs, page 46
9. ↑  (en) « Founders Online: To Thomas Jefferson from Cambray, 8 August 1788 », sur founders.archives.gov (consulté le 4 janvier 2021)
10. ↑  « Documenting the American South: Colonial and State Records of North Carolina », sur docsouth.unc.edu (consulté le 31 décembre 2020)